# Zdeněk Koudelka
Zdeněk Koudelka (* 9. května 1969 Boskovice) je právník, vysokoškolský pedagog a politik, jenž se hlásí k moravské národnosti, v letech 1998 až 2006 poslanec Poslanecké sněmovny PČR, bývalý člen České strany sociálně demokratické. Od roku 2024 je zastupitelem Jihomoravského kraje, zvolen byl jako člen strany Trikolora. 

## Život
Vystudoval Právnickou fakultu Masarykovy univerzity v Brně, kde působí jako docent (1992–1996 asistent, 1996–2009 odborný asistent) na Katedře ústavního práva a politologie. Rovněž působil v letech 1994–1995 jako odborný asistent Katedry sociálních věd Fakulty letectva a protivzdušné obrany Vojenské akademie a účastnil se počátků činnosti Mezinárodního politologického ústavu v Brně a byl členem redakčních rad jeho periodik – Budování států (1993–1996) a Politologický časopis (1994–2003).
Vysokoškolské magisterské vzdělání v oboru právo absolvoval stejně jako doktorské vzdělání na Právnické fakultě Masarykovy univerzity v Brně. O docenturu se nejprve ucházel také na Právnické fakultě Masarykovy univerzity v Brně, nicméně hodnotící komise dospěla k závěru, že předložená práce nesplňuje předpoklady vyžadované pro úspěšnou habilitaci. Habilitační práci nakonec obhájil a docentem byl jmenován na Právnické fakultě Univerzity Komenského v Bratislavě.
V letech 1990–1998 byl členem zastupitelstva, 1990–1991 radním a 1991 a 1992–1994 místostarostou v Brně-Jundrově, spoluautorem jeho znaku a vlajky z roku 1991. V letech 1993–1996 byl advokátní koncipient advokáta Petra Mrkývky a 1996–2006 advokát. Do zastupitelstva Brna-Jundrova byl opětovně zvolen v komunálních volbách roku 1994, 2012, 2018. Neúspěšně sem kandidoval v komunálních volbách roku 1998 a komunálních volbách roku 2002.

### Poslanec
Ve volbách v roce 1998 byl zvolen do poslanecké sněmovny za Českou stranu sociálně demokratickou (volební obvod Jihomoravský kraj). Byl členem sněmovního ústavněprávního výboru a v letech 1998–2000 i členem výboru mandátového a imunitního. Poslanecký mandát obhájil ve volbách v roce 2002. V tomto funkčním období byl místopředsedou sněmovního ústavněprávního výboru a v letech 2002–2003 rovněž členem mandátového a imunitního výboru. V parlamentu setrval do dubna 2006, kdy rezignoval na mandát.
Jeho působení v PS je spojeno s umístěním Veřejného ochránce práv, Nejvyššího správního soudu a pobočky České advokátní komory do Brna, Justiční akademie do Kroměříže, se vznikem asistentů soudců, zákonným posílením vysílání moravských studií České televize a posílením zákonného postavení letišť v Brně-Tuřanech a Ostravě-Mošnově v oblasti nákladní dopravy z ciziny umožněním rostlinolékařské kontroly.[zdroj⁠?!]
Byl členem pracovní skupiny pro změnu poměrného volebního systému do Poslanecké sněmovny připravované podle opoziční smlouvy mezi ČSSD a Občanskou demokratickou stranou a autorem po něm nazývaného volebního dělitele (též vyrovnávací či upravený d'Hondt). Volební reforma byla uzákoněna v roce 2000, ale později zrušena Ústavním soudem. Dnes se volební dělitel Koudelka používá ve volbách zastupitelstev krajů. Spolunavrhl zákon č. 480/2006 Sb., který zvýšil počet preferenčních hlasů voličů ze 2 na 4 a snížil nutné procento preferencí ze 7 na 5 % pro posunutí kandidáta na kandidátce do Poslanecké sněmovny. V letech 2000 až 2002 byl poradcem ministra zdravotnictví Bohumila Fišera. V červnu 2004 byl navržen na ministra spravedlnosti premiérem Vladimírem Špidlou, ale ke jmenování již nedošlo pro pád Špidlovy vlády. V letech 2004 až 2009 byl členem Dozorčí rady Vinařského fondu a ve spolupráci s ním navrhl změny zákona o činnosti Vinařského fondu a daňových zákonů snižující administrativní povinnosti vinařů podle zákona o spotřební dani a umožňující poskytovat tiché víno jako daňově uznatelný podnikatelský dar dle daně z příjmů i z přidané hodnoty, což bylo uzákoněno roku 2005.

### Činnost po odchodu ze Sněmovny
V dubnu 2006 se vzdal poslaneckého mandátu i místa na kandidátce ČSSD v nadcházejících parlamentních volbách a byl jmenován náměstkem nejvyšší státní zástupkyně. Funkci vykonával do ledna 2011. Inicioval vznik asistentů státních zástupců. V letech 2007–2011 byl členem a 2008–2011 předsedou redakční rady časopisu Státní zastupitelství. V letech 2010-17 byl člen redakční rady časopisu Trestní právo, Právo, ekonomika, management 2010-11, Journal on Legal and Economic Issues of Central Europe 2010-14, Journal of Criminal Law and Public Prosecution 2010-12, v letech 2011-18 Pro Publico Bono. a od roku 2014 je předsedou redakční rady časopisu Právo a bezpečnost. V letech 2011–2013 byl náměstkem ředitele Justiční akademie v Kroměříži.
V březnu 2012 jej prezident republiky Václav Klaus navrhl na soudce Ústavního soudu. 25. dubna 2012 Senát souhlas s jeho jmenováním nevyslovil. V tajném hlasování získal jen 29 hlasů celkem 71 hlasujících senátorů.
Na přelomu 2012/2013 se podle informací Lidových novin podílel na přípravě zejména aboličního článku kontroverzní amnestie Václava Klause.
V roce 2016 se stal signatářem Deklarace moravského národa a stal se mluvčím Moravské národní iniciativy.
V letech 2014 až 2018 byl rektorem Vysoké školy Karla Engliše. Ve volbách do Poslanecké sněmovny PČR v roce 2017 kandidoval za ČSSD v Jihomoravském kraji. V komunálních volbách v roce 2018 obhájil jako člen ČSSD post zastupitele městské části Brno-Jundrov, a to na kandidátce subjektu "Společně proti tunelům v Jundrově" (tj. Moravané a Soukromníci). Na kandidátce původně figuroval na 4. místě, vlivem preferenčních hlasů však skončil druhý.
Od roku 2019 působí na Katedře bezpečnosti a práva AMBIS vysoké školy.
Na konci ledna 2019 jej prezident ČR Miloš Zeman navrhl Poslanecké sněmovně PČR k volbě zástupce veřejného ochránce práv, a to společně se Stanislavem Křečkem. Během březnové volby však získal jen 14 hlasů od 175 poslanců a do druhého kola nepostoupil. Před koncem června 2019 oznámil, že ukončuje své členství v ČSSD. Jako důvod uvedl usnesení strany, že nesmí být odvolán nejvyšší státní zástupce Pavel Zeman, což vyhodnotil jako krytí zneužívání moci vedením státního zastupitelství. Uvedl také, že je mu sympatické hnutí Trikolora Václava Klause mladšího a stal se členem. Hnutí Trikolora dle jeho názoru respektuje, že stát vznikl ze tří zemí a krajské zřízení je špatné.
Ve volbách do Poslanecké sněmovny PČR v roce 2021 kandidoval na 2. místě kandidátky politické formace „Trikolora, Svobodní, Soukromníci" v Jihomoravském kraji.
V komunálních volbách v roce 2022 kandidoval jako člen strany Trikolora do Zastupitelstva města Brna, a to z 16. místa kandidátky uskupení „SPD, TRIKOLORA, MORAVANÉ a nezávislí“, ale nebyl zvolen.
Ve volbách do Senátu PČR v roce 2022 kandidoval za Trikoloru v rámci brněnské volební koalice SPD, Trikolora, Moravané v obvodu č. 58 – Brno-město. Se ziskem 14,32 % hlasů se umístil na 4. místě, a do druhého kola voleb tak nepostoupil.
Ve volbách do Senátu PČR v roce 2024 kandidoval jako člen Trikolory v rámci koalice „SPD, Trikolora, PRO 2022“ v obvodu č. 56 – Břeclav. Se ziskem 4,45 % hlasů skončil na 6. místě a nepostoupil tak do druhého kola. Zároveň byl z pozice člena strany Trikolora lídrem kandidátky koalice „SPD, Trikolora, PRO a Svobodní“ v krajských volbách v září 2024 do Zastupitelstva Jihomoravského kraje a tudíž kandidátem na post hejtmana. Mandát krajského zastupitele se mu podařilo získat.
Ve sněmovních volbách v roce 2025 kandiduje na 3. místě kandidátní listiny SPD (listina sdružuje kandidáty SPD, Trikolory, Svobodných a PRO) v Jihomoravském kraji.

### Spor s Českou televizí o míru veřejnosti nakládání s jejími financemi
V roce 2018 požádal Koudelka o informaci, kolik stála výroba pořadů Otázky Václava Moravce a Fokus Václava Moravce v roce 2017. Česká televize jeho žádost o informaci odmítla a generální ředitel České televize jeho odvolání ignoroval. Městský soud v Praze však na základě žaloby Zdeňka Koudelky nařídil generálnímu řediteli České televize o odvolání rozhodnout rozsudkem z 25. října 2019, 14 A 36/2019–35. Ten následně vydal rozhodnutí, kterým televize setrvala na tom, že informaci nesdělí z důvodu ochrany obchodního tajemství. Toto rozhodnutí generálního ředitele České televize zrušil rozsudek Městského soudu v Praze z 31. května 2022, 9A 165/2019-35. Následně přikázal Úřad pro ochranu osobních údajů 18. října 2022 České televizi, aby ve věci rozhodla znovu. Ta opět 9. prosince 2022 odmítla poskytnout informaci o svém hospodaření s odvoláním na ochranu obchodního tajemství, přestože § 9 odst. 2 zákona o svobodném přístupu k informacím toto neumožňuje. Následně opět toto protizákonné rozhodnutí České televize zrušil 5. května 2023 Úřad pro ochranu osobních údajů.
Dne 25. května 2023 Česká televize po více než pěti letech sdělila, že v roce 2017 externí náklady na Otázky Václava Moravce činily 5 694 428 Kč a na Fokus Václava Moravce 3 208 099 Kč. Celkem na tyto dva pořady vynaložila Česká televize asi 8,9 milionů korun. V částce nebyly zahrnuty interní náklady – platy zaměstnanců, užívání nemovitostí a techniky České televize, které byly součástí provozních nákladů a užívají se i pro výrobu jiných pořadů.

### Právní aktivity během pandemie covidu-19
V letech 2021–23 na jeho návrh Nejvyšší správní soud zrušil nebo prohlásil za nezákonné řadu mimořádných opatření Ministerstva zdravotnictví souvisejících s pandemií covidu-19. Byl to i první rozsudek Nejvyššího správního soudu z 22. 4. 2021, 6 Ao 11/2021–48, ve věci mimořádných opatření vydaných podle pandemického zákona. Soud zkritizoval, že ministerstvo vydalo opatření bez předchozího souhlasu vlády, a poukázal i na to, že Ministerstvo zdravotnictví nemůže používat stejný rozsah zákazů a omezení jako za nouzového stavu.
Rozsudkem Nejvyššího správního soudu z 2. 7. 2021, 9 Ao 8/2021-45, bylo na Koudelkův návrh prohlášeno za nezákonné opatření Ministerstva zdravotnictví, kterým zakázalo vstup neočkovaným lidem na restaurační zahrádky a uzavření bazénů a wellnes. Rozsudkem z 24. 6. 2021, 9 Ao 10/2021–27, prohlásil soud za nezákonný zákaz vstupu lidí do heren a kasin a následným rozsudkem z 15. 10. 2021, 9 Ao 17/2021-45, Nejvyšší správní soud zrušil jako nezákonný zákaz vstupu lidí neočkovaných proti covidu do heren a kasin, kterým se ministerstvo pokusilo pokračovat v nezákonném omezování provozoven obchodu a služeb. Rozsudek Nejvyššího správního soudu z 31. května 2023, 3 Ao 19/2021, prohlásil za nezákonné omezení restauračních služeb pro lidi neočkované proti covidu, když museli dokázat negativní covidový test, přičemž i očkovaní však mohli nemoc přenášet.
Rozsudkem z 15. října 2021, 9 Ao 18/2021–51, zrušil Nejvyšší správní soud též omezení hotelových služeb pro neočkované proti covidu. Přestože již soud prohlásil omezení hotelových služeb pro neočkované za nezákonné, Ministerstvo zdravotnictví toho nedbalo a vydalo nezákonné opatření opět, takže i toto bylo na návrh společnosti Synot Gastro Slovakia provozující hotel zastoupené advokátem Zdeňkem Koudelkou zrušeno rozsudkem z 21. dubna 2022, 2 Ao 21/2021–36, a též jiné opatření ve věci zákazu vstupu neočkovaných do restaurací a hotelů rozsudkem z 2. února 2022, 8 Ao 2/2022-53. Výsledkem těchto opakovaných návrhů Z. Koudelky i jiných právníků (např. David Zahumenský) bylo, že Ministerstvo zdravotnictví svou nezákonnou praxi opustilo.
Rozsudek Nejvyššího správního soudu z 22. 8. 2022, 3 Ao 24/2021–58, prohlásil za nezákonné mimořádné opatření Ministerstva zdravotnictví z 18. 11. 2021, které umožnilo platit z veřejného zdravotního pojištění covidové testy očkovaným a ne neočkovaným. Podle Koudelky bylo opatření vydáno z důvodu tlaku na „nepovinné“ očkování, o které nebyl zájem, a Ministerstvo zdravotnictví se bálo, že se začne vyvozovat individuální odpovědnost vůči lidem, kteří objednali obrovské množství vakcín za drahé peníze, které následně nenašly uplatnění. Ministerstvo přistoupilo k řešení, které mělo podpořit reklamu na spotřebu vakcín. Důsledkem toho bylo, že očkovanému z veřejného zdravotního pojištění byly placeny covidové testy, byť potvrzení potřeboval na dovolenkový pobyt, zatímco jak uvedl Koudelka "chudá neočkovaná matka nemocného malého dítěte v nemocnici si musela platit test sama, pokud s ním chtěla být". Koudelka ostře kritizoval, že pro odbyt vakcín, jejichž "účinnost je velmi omezená asi na 6-9 měsíců, bylo schopno mrhat prostředky zdravotního pojištění pro bohaté dovolenkáře a odmítat tutéž službu matkám těžce nemocných dětí v nemocnici". Ministerstvo argumentovalo, že se tyto matky mohly nechat naočkovat. Tím by se však podle Koudelky "podvolily obrovskému farma byznysu okolo covidového očkování a podílely se na tunelování státních peněz pro podporu výrobců vakcín". Opatření vydal ministr Adam Vojtěch (ANO) a následující ministr Vlastimil Válek (TOP 09) jej ponechal v platnosti až do února 2022.
Zdeněk Koudelka zastupoval bývalého prezidenta Václava Klause, když mu pražská hygienická stanice a Ministerstvo zdravotnictví uložily pokutu za to, že při státním svátku 28. října 2020 přednesl projev venku před Obecním domem v Praze na náměstí Republiky bez roušky. Tato pokuta byla nezákonná, protože příslušné mimořádné opatření Ministerstva zdravotnictví, které nařizovalo nosit roušky i venku, zrušil jako nezákonné Městský soud v Praze. Proto v následném řízení zrušil pokutu uloženou Václavu Klausovi Městský soud v Praze rozsudkem z 26. 10. 2022, 17 Ad 7/2021-47, jako nezákonnou. Toto potvrdil rozsudek Nejvyššího správního soudu z 4. 8. 2023, 2 As 268/2022-29, k němuž Ministerstvo zdravotnictví podalo kasační stížnost a kterou Nejvyšší správní soud pro nedůvodnost zamítl.
Zdeněk Koudelka se rovněž zapojil do obhajoby práva občanů demonstrovat nesouhlas s covidovou politikou vlády. Po rozpuštění demonstrace na Zelném trhu v Brně 14. 3. 2021 na základě jeho žaloby Krajský soud v Brně prohlásil toto rozpuštění za nezákonné rozsudkem z 20. 7. 2021, 65 A 3/2021-85, což potvrdil rozsudek Nejvyššího správního soudu z 28. dubna 2023, 7 As 255/2021-17, a Ministerstvo vnitra vyplatilo náhradu škody pořadatelům shromáždění. Zdeněk Koudelka zastupoval i pracovníky policie, kteří odmítli nedůvodné testování na covid nařízené krajským policejním ředitelem pro Prahu na podzim 2021 v době, kdy tak nenařizovalo žádné mimořádné opatření Ministerstva zdravotnictví. Krajské policejní ředitelství jim zakázalo vstup na pracoviště bez náhrady platu. Tento postup označil za nezákonný Obvodní soud pro Prahu 4 rozsudkem z 25. května 2022, 7 C 171/2021-61, a přiznal náhradu platu postiženým zaměstnancům.

### Snahy o pravopisnou reformu
Zdeněk Koudelka je dlouhodobým zastáncem zjednodušení pravopisu. Poprvé se k tématu vyjádřil v Moravském slově 24. března 2001 v reakci na článek článek Karla Jankovského v Moravském slově 10. února 2001, že čeština je zbytečně složitá. Uvedl, že pravopis českého jazyka je složitý a je žádoucí jeho reforma, především u psaní tvrdého y. Podobně tepal rozlišování psaní písmen ú a ů. Připustil, že každý zásah do pravopisu vyvolá nevoli staromilců, jako tomu bylo i při reformě němčiny u ostrého s-ß, avšak uvedl jako výhodu, že se čeština používá jako úřední jazyk pouze v jednom malém státu a tedy je její reforma jednodušší než reforma jazyka užívaného ve více státech. Jako cíl reformy uvedl ušetření drezúry žáků neoblíbenými diktáty, přičemž ušetřené hodiny by se měly věnovat studiu klasické i moderní literatury a slohu, čímž se posílí obecný kulturní přehled žáků i četba krásné literatury. V červenci 2008 na svém blogu na Aktuálně.cz reagoval na sérii slovenských článků, které požadovaly zrušit ve slovenštině písmeno „y“, a uvedl, že blízkost našich jazyků nás může inspirovat, na což navázal úvahou s obdobnými, již dříve publikovanými náměty. V návaznosti na koronavirovou pandemii a s ní související domácí výuku žáků za zvýšené účasti rodičů vydala iDnes.cz v sekci Premium 21. května 2020 i tištěná verze MF Dnes z téhož dne glosu Zdeňka Koudelky o zrušení y.  Shrnutí publikoval pod názvem Zjednodušme pravopis v roce 2020.